# Lea Michele
Lea Michele Sarfati  (Bronx, New York, 1986. augusztus 29. –) amerikai színésznő és énekesnő. Legismertebb szerepe a Glee – Sztárok leszünk! és a Scream Queens című sorozatok főszerepei.

## Élete
Bronxban, New Yorkban született. Szülei Edith és Marc Sarfati. Édesanyja ápolónő, édesapja bolttulajdonos. Édesanyja olasz-amerikai katolikus, apja spanyol szefárd zsidó származású. Lea Tenaflyben, New Jerseyben nőtt fel. A Tenafly Gimnáziumba, majd a New York-i Egyetemre járt.

## Karrier
Első szerepe a Nyomorultakban volt 1995-ben, majd később, 2006-ban a Tavaszébredés című színdarabban játszotta Wendlát. Az első jelentősebb szerepe 2009-től a Glee – Sztárok leszünk! című televíziós sorozatban Rachel Berry szerepe. Ezért az alakításért Emmy-díjra és Golden Globe-díjra is jelölték.
2011-ben egy háttérénekest alakít a Szilveszter éjjel című filmben.

## Magánélete
Támogatja a melegek és állatok jogait. 2009 novemberében rész vett egy melegeket támogató jótékonysági rendezvényen. 2010-től 2013-ig Cory Monteithtel járt. 2012 karácsonyán Cory eljegyezte Leát. Cory Monteith azonban 2013 július 13-án életét vesztette.

## Diszkográfia
- Ragtime - Original Cast Recording (1998)
- Hegedűs a háztetőn - Revival Cast Recording (2004)
- Tavaszébredés - Original Cast Recording Grammy Award winner – Best Cast Recording (2006)

## További információ
- Hivatalos oldal
- Lea Michele a Facebookon
- Lea Michele a PORT.hu-n (magyarul)
- Lea Michele az Internetes Szinkronadatbázisban (magyarul)
- Lea Michele az Internet Movie Database-ben (angolul)
- Lea Michele a Rotten Tomatoeson (angolul)